# Magnus Sommar (präst)
Magnus Sommar, född den 10 augusti 1710 i Östra Hoby socken, Kristianstads län, död den 14 maj 1782 i Ingelstorps socken, samma län, var en svensk präst och teolog. Han var far till Jöns Sommar och morfar till Magnus Bruzelius. 
Sommar blev student vid Lunds universitet 1728, magister 1734 och prästvigd för Lunds stift 1738. Efter att ha utnämnts till docent i filosofiska fakulteten 1743 befordrades han 1745 till adjunkt, med Stävie och Lackalänga som prebende sedan 1748, och erhöll 1760 pastoratet Ingelstorp och Valleberga. År 1772 blev han teologie doktor. Sommar ägde omfattande kunskaper och var en framstående teolog, vilket han ådagalade bland annat genom sin mot den tyske teologen Carpzov utgivna avhandling: De duplici peccato in Spiritum Sanctum inchoato et consummato nova ratione a celeb. Carpzovio explicato (1749).